# Remember (bande dessinée)
Pour les articles homonymes, voir Remember.
Remember est une bande dessinée chinoise (manhua) de Benjamin, éditée pour la première fois en France le 3 mars 2006 chez l'éditeur Xiao Pan. Il a été édité en Chine en 2004.
Le recueil est composé de deux one shot narrant les turpitudes d'un auteur de bande dessinée en Chine. Les récits sont en partie autobiographiques (autofiction).
Remember a reçu le premier prix de l'Oriental Animation and Comic Competition 2004.

## Synopsis
La première histoire raconte les déboires de l'auteur avec son éditeur. Yu Xi, une jeune auteur qui avait laissé tomber la BD se remet à son travail de création devant l'admiration qu'elle porte à Benjamin. Lui, ne se rendant pas compte de l'amour qu'elle lui porte, agit de manière égoïste, jusqu'à ce que celle-ci soit poussée à bout.